# La Hoya (Argentine)
Pour les articles homonymes, voir La Hoya.

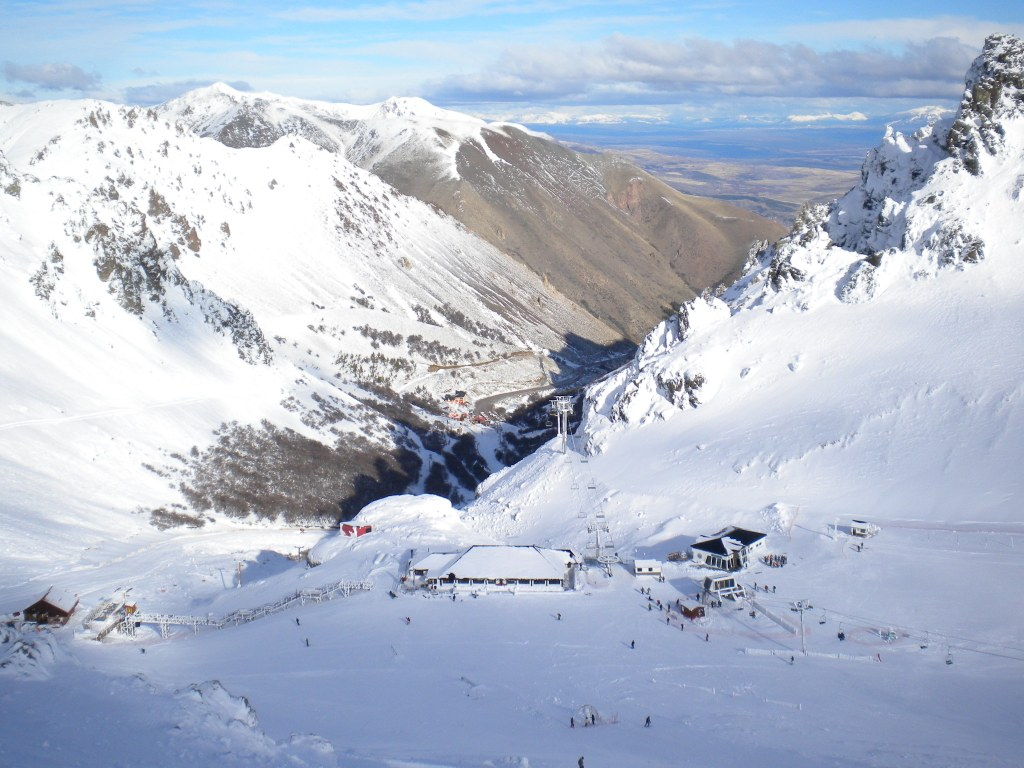
Vue de La Hoya

La Hoya  est une station de sports d'hiver d'Argentine. Elle est située à 13 km de la ville de Esquel, dans la province de Chubut.
Le nom « Hoya » fait référence à une casserole, la station étant située dans un amphithéâtre anciennement glaciaire.
Orientée au sud, donc peu exposée au soleil car située dans l'hémisphère sud, la station de pistes pour tous les niveaux, ainsi qu'un snowpark. 
Il existe deux restaurants d'altitude situés à 1 600 m (La piedra) et 1 800 m (El Refugio).

## Informations techniques
- Pistes = 24
- Altitude maximum: 2 150 m
- Dénivelé skiable: 850 m
- Remontées mécaniques: 11
  - 4 télésièges
  - 5 téléskis
  - 1 T-bar (ancres)
  - 1 fil-neige bambi
- Long. total skiable: 14 km
- Long. max. skiable: 5,1 km
- Altitude : 1350 Base, 1600 La Piedra et 1850 El Refugio.